# L'Enfant d'en haut
L'Enfant d'en haut é um filme de drama suíço de 2012 dirigido e escrito por Ursula Meier. Foi selecionado como representante da Suíça à edição do Oscar 2013, organizada pela Academia de Artes e Ciências Cinematográficas.

## Elenco
- Léa Seydoux - Louise
- Kacey Mottet Klein - Simon
- Gillian Anderson - Kristin Jansen
- Martin Compston - Mike
- Jean-François Stévenin - Cook
- Yann Trégouët - Bruno
- Gabin Lefebvre - Marcus
- Dilon Ademi - Dilon